# Добрава (Изола)
Добрава (словен. Dobrava, итал. Dobrava presso Isola) је насељено место у општини Изола, Обално-крашка регија, Словенија.

## Историја
До територијалне реорганизације у Словенији била је у саставу старе општине Изола.

## Становништво
У попису становништва из 2011. године, Добрава је имала 237 становника.
| Број становника према пописима | Број становника према пописима | Број становника према пописима |
| ------------------------------ | ------------------------------ | ------------------------------ |
| 1991                           | 2002                           | 2011                           |
| 215                            | 240                            | 237                            |